# Ariel Scharon

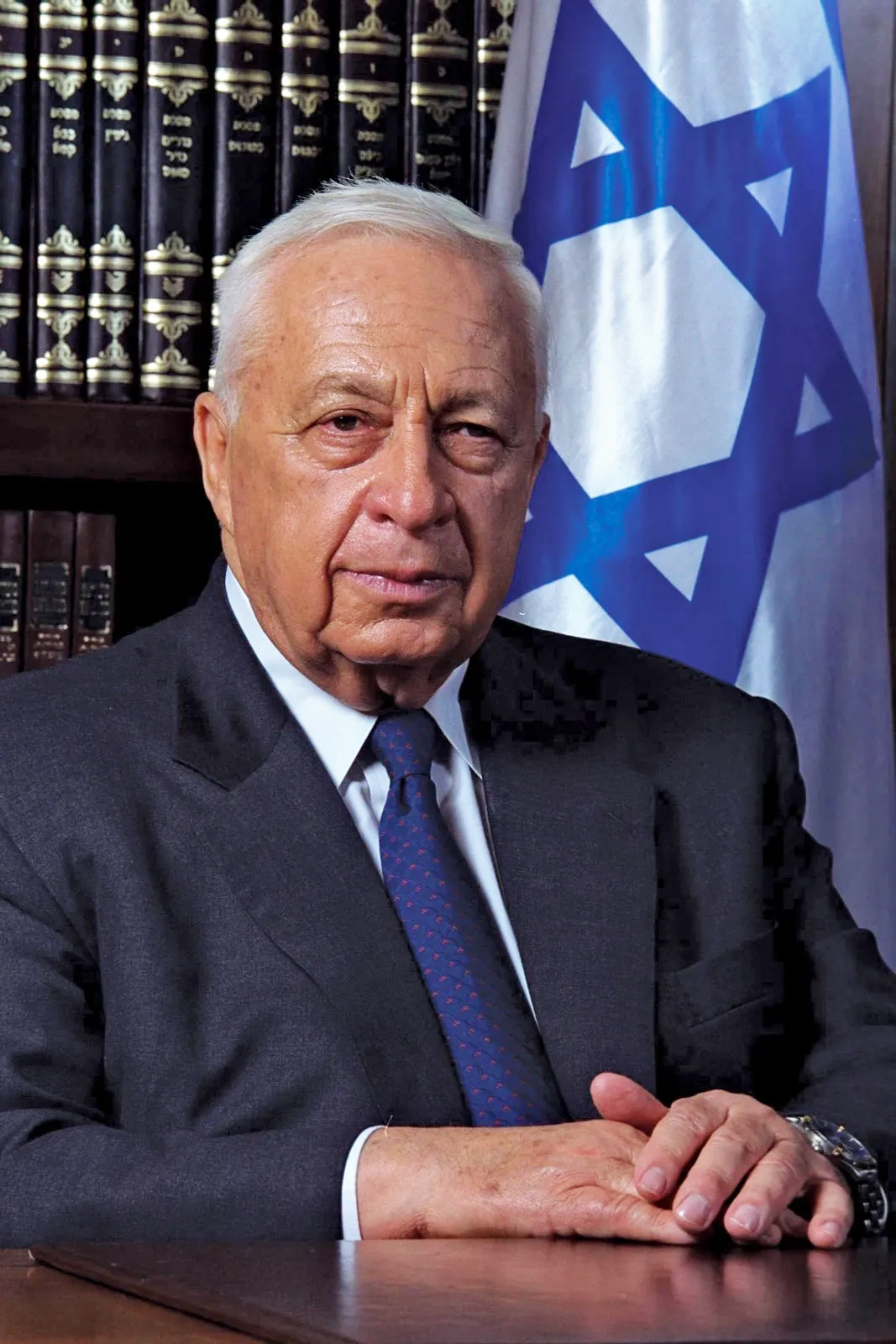
Ariel Scharon (2001)

Ariel „Arik“ Scharonⓘ (hebräisch אריאל (אריק) שרון; geboren am 26. Februar 1928 als Ariel Scheinermann in Kfar Malal, Britisch-Palästina; gestorben am 11. Januar 2014 in Ramat Gan, Israel) war ein israelischer Politiker und General. Bis zum Jom-Kippur-Krieg 1973 war er als aktiver Offizier, vielfach in entscheidenden Positionen, an allen militärischen Konflikten Israels beteiligt. Damals und in der darauf folgenden Zeit, als er mehrfach Ministerämter bekleidete, galt er als Hardliner und Protagonist der Siedlerbewegung. Als Ministerpräsident von 2001 bis 2006 setzte er jedoch den Abzug des israelischen Militärs aus dem Gazastreifen durch.

## Familie
Ariel Scharon wurde am 26. Februar 1928 als Ariel Scheinerman im britischen Mandatsgebiet Palästina geboren. Seine Eltern waren Samuel und Vera Scheinerman. Ariel hatte eine ältere Schwester namens Ditia. Samuels Vater Mordechai  Scheinerman war der Führer einer Zionistischen Partei in Brest-Litowsk und arbeitete als Hebräischlehrer. 1897 besuchte er den ersten Zionistischen Weltkongress in Basel. Schließlich siedelte er mit seiner Familie 1910 nach Palästina über, ließ sich in Rehovot nieder und nahm eine Stelle als Lehrer an. Allerdings musste die Familie nach zwei Jahren das Land wegen eines Malariaausbruchs verlassen und nach Brest-Litowsk zurückkehren. Trotzdem wollte die Familie an dem Aufbau eines jüdischen Staates weiterarbeiten, wenn sie wieder zurückkehren. Durch eine Erkrankung Mordechais starb die Hoffnung auf die Rückkehr. Nach dem Ausbruch des Ersten Weltkriegs ließ sich die Familie in Tiflis nieder. Samuel übernahm den Zionismus seines Vaters und nahm sich vor wieder nach Palästina zurückzukehren. Um sich als Bauer in einem Jischuw etwas aufzubauen, schrieb er sich im Studiengang Agrarwissenschaften ein, welches er auch abschloss. Während seiner Studienzeit lernte er die Medizinstudentin Vera Schneirow kennen. Sie war die Tochter eines erfolgreichen jüdischen Holzhändlers, die in einem kleinen Dorf in Weißrussland lebte. Als die Rote Armee 1921 auf Georgien vorstieß, planten beide die Flucht. Samuel hatte Angst verhaftet zu werden, da er Aktivist einer zionistischen Studentenverbindung war, die Juden half nach Palästina auszuwandern. Vor der Flucht heirateten sie und kamen 1922 in Palästina an. Dort begann die Familie Scheinerman sich in der Landwirtschaft einzubringen. Vera hoffte das Medizinstudium irgendwann abzuschließen, was ihr allerdings nie gelang. Dieser Umstand verbitterte sie ihr Leben lang.
Die Familie zog in den Moschaw Kfar Malal, wo die Entscheidungen zwar kollektiv getroffen wurden, aber jeder sein eigenes Land besaß. Sein wenig kompromissbereiter Vater setzte sich als einziger studierter Landwirt wiederholt über die Entscheidungen der Gemeinschaft hinweg, wodurch er die Familie manchmal isolierte.

## Frühe Jahre

### Dienst in der Hagana

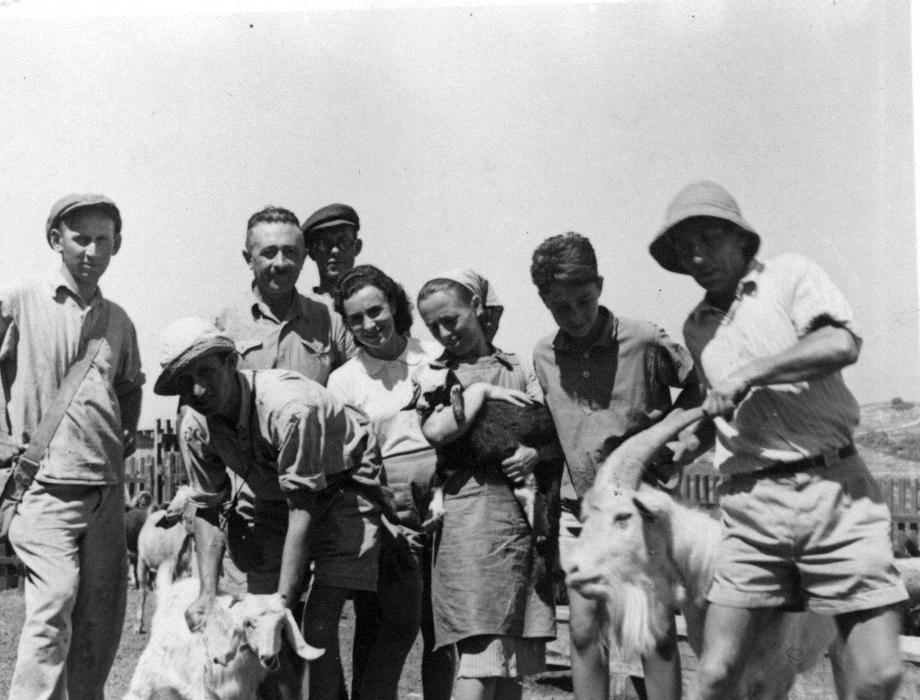
Scharon als 14-Jähriger (2. v. r.)

Bereits mit 13 Jahren beteiligte sich Scharon am Wachdienst des Moschaws und trat im Jahr darauf der Untergrundorganisation Hagana bei, dem Vorläufer der israelischen Armee. Seit 1941 besuchte er das Gymnasium in Tel Aviv. Dort legte er, der nie ein herausragender Schüler war, mit 17 Jahren das Abitur ab. Da sein Vater die Aktionen des Palmach gegen national-konservative Gruppen (wie Lechi und Etzel) ablehnte, die gegen die Briten kämpften, trat Scharon nicht dieser Eliteeinheit, sondern der Jewish Settlement Police bei. Schon seit dem 21. Dezember 1947 war die Hagana dauerhaft mobilisiert, und Scharon nahm an mehreren ihrer Aktionen teil.

### Palästinakrieg
Zu Beginn des Palästinakriegs von 1948 war Scharon Zugführer in einer Infanteriekompanie, die zur Alexandroni-Brigade gehörte. Er kämpfte unter anderem am 26. Mai 1948 in der ersten Schlacht um Latrun, in der er schwer verwundet und sein Zug fast vollkommen ausgelöscht wurde. Später wurde er zum Aufklärungsoffizier im Bataillon ernannt, das zuerst im Norden gegen die irakischen und später, kurz vor Kriegsende, im Süden gegen die ägyptischen Truppen kämpfte.
Nach dem Krieg wurde die Alexandroni-Brigade in den Reservestatus versetzt. Scharon wurde Offizier der Aufklärung in der Golani-Brigade, in der er bald zum Hauptmann (Seren) befördert wurde und einen Bataillonskommandeurskurs besuchte. Im Jahr 1950 wurde er zum Aufklärungsoffizier für das gesamte Zentralkommando ernannt. Parallel zum Militärdienst studierte er Geschichte und Kultur des Nahen Ostens an der Hebräischen Universität Jerusalem. Wegen der Folgen einer Malaria nahm Scharon 1951 eine mehrmonatige Auszeit und bereiste zum ersten Mal Europa und Nordamerika. Im November 1952 war Scharon unter der Führung von Mosche Dajan erstmals an Kommandoaktionen hinter den feindlichen Linien beteiligt. Am Ende des Jahres entschloss er sich jedoch zum Rückzug aus dem aktiven Dienst.

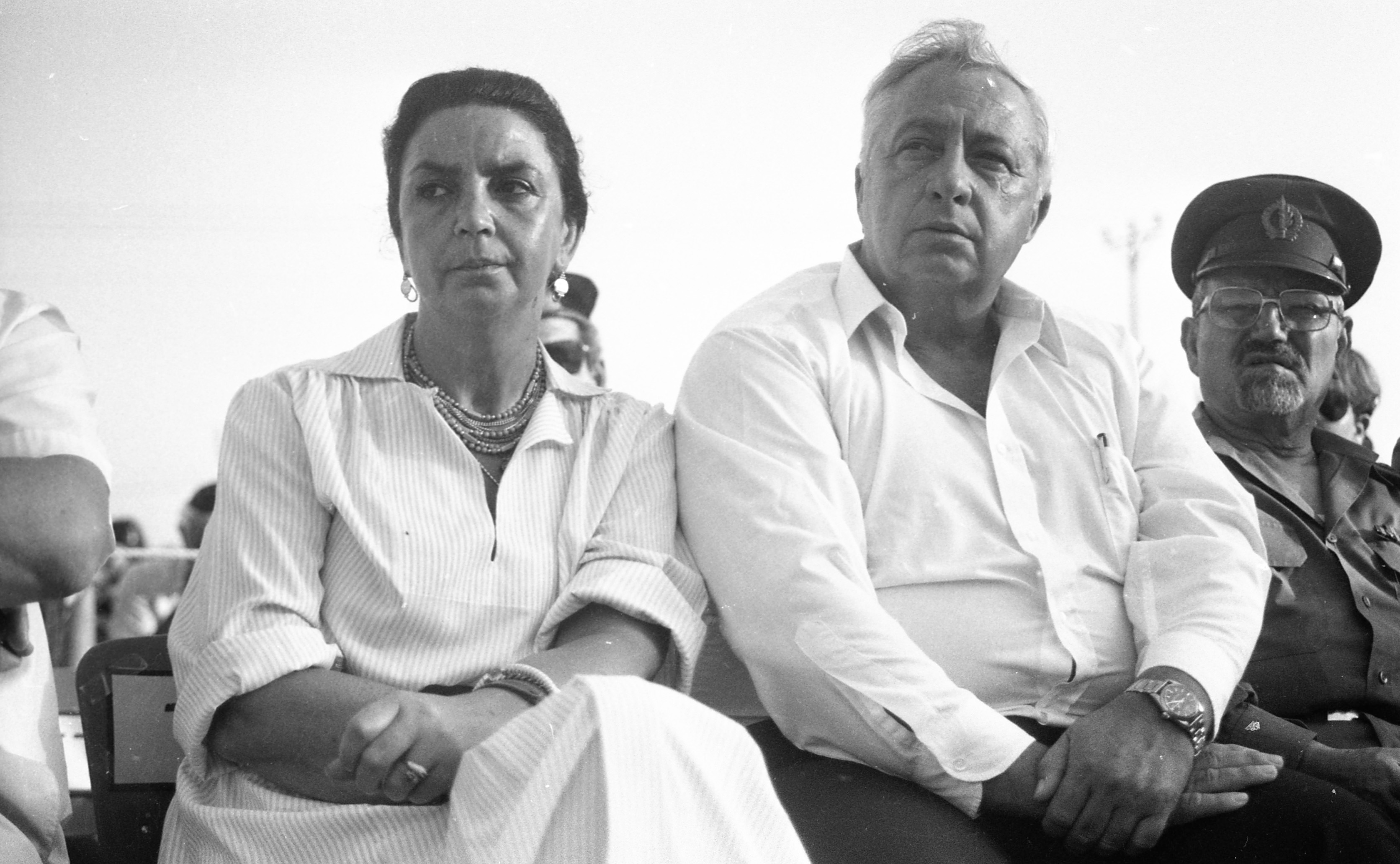
Lily und Ariel Scharon (1984)

Am 29. März 1953 heiratete er seine erste Frau Margalit (kurz Gali), eine rumänische Jüdin, die er 1947 kennengelernt hatte. Margalit starb im Jahr 1962 bei einem Autounfall. Durch einen Unfall mit einem Gewehr der Familie starb auch ihr gemeinsamer Sohn Gur 1967 früh. Scharon heiratete später Margalits jüngere Schwester Lily (1937–2000), mit der er die Söhne Omri und Gilad hatte.

## Militärische Karriere

### Die Einheit 101
Im Jahr 1951 kam es zu 137, 1952 zu 162 und 1953 zu 160 Angriffen von Palästinensern auf den jungen Staat Israel. Da dessen Grenzen nur schwer zu überwachen waren, gelang es einigen Angreifern sogar, bis in die Vororte Tel Avivs vorzudringen. Dabei waren zahlreiche – meist zivile – Opfer zu beklagen. Das israelische Militär versuchte bei mehreren Gegenschlägen, die Zentren der paramilitärischen und terroristischen Angreifer zu treffen. Diese waren jedoch wenig effektiv, da die eingesetzten Truppen nicht speziell ausgebildet waren und oft schwere Verluste erlitten. Auch Scharon führte einen dieser misslungenen Gegenschläge aus. Seine militärische Analyse der Aktion bewog David Ben-Gurion dazu, Mordechai Maklef mit der Gründung einer Spezialeinheit zu beauftragen, der Einheit 101. Ende Juli 1953 wurde Scharon mit deren Führung betraut. Daher musste er sein Studium zurückstellen.
Scharon wählte die 45 Mitglieder der Einheit sorgfältig aus. Seit Oktober 1953 wurden sie im Camp Sataf einem harten Training unterworfen. Die Einheit begann mit Militäraktionen im Feindesland, die sie als „Abschreckungsoperationen“ bezeichnete. Bei einem gemeinsam mit einer Kompanie Fallschirmjäger unternommenen Angriff auf das jordanische Dorf Qibya wurden 69 Menschen getötet. Die meisten Opfer waren Zivilisten, die sich trotz Räumungsbefehls in ihren Häusern versteckt hielten, die von den Israelis gesprengt wurden. In seiner Autobiografie schreibt Ariel Scharon:

„Wenn die zivilen Opfer auch eine Tragödie waren, war der Angriff auf Qibya doch ein Wendepunkt. Nach so vielen Niederlagen und Fehlschlägen war nun deutlich, dass die israelischen Truppen wieder dazu in der Lage waren, Ziele weit im feindlichen Hinterland zu finden und zu treffen. Was dies für die Moral der Armee bedeutete, kann kaum übertrieben werden.“

### Die Fallschirmjäger

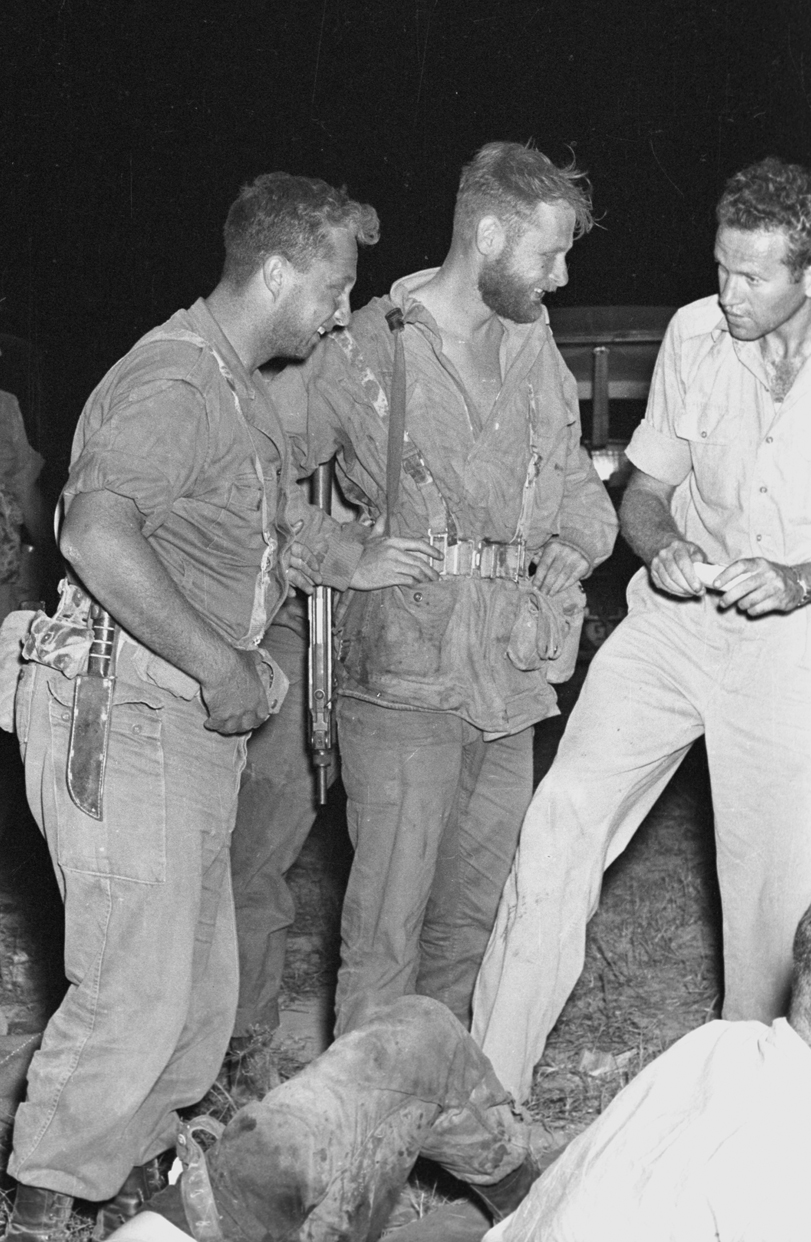
Scharon (links) mit Fallschirmjägern, 1955

Nachdem Mosche Dajan Ende 1953 zum israelischen Generalstabschef ernannt worden war, wurde die Einheit 101 in die Fallschirmjägertruppe integriert. Scharon wurde der Kommandeur des Bataillons, das nach Einschätzung der israelischen Führung erfolgreich arbeitete. Nach der Qibya-Aktion wurden jedoch nur noch rein militärische Ziele angegriffen. Neben der herausgehobenen Position der Fallschirmjäger führte die Tatsache, dass Scharon seine persönlichen Kontakte zu Ben Gurion und Dajan zu scharfer Kritik an den Methoden der Armee und für seine persönlichen Ambitionen nutzte, zu Problemen Scharons mit seinen Vorgesetzten in der Armee. Zu Konflikten kam es auch mit dem neuen Verteidigungsminister Pinchas Lawon, der, besorgt um die außenpolitischen Auswirkungen der Aktionen, Scharon vergeblich zu zügeln versuchte. In diese Zeit fällt auch der großangelegte Angriff der Einheit auf das ägyptische Hauptquartier in Gaza am 28. Februar 1955, der einer der Gründe für die verstärkte Inanspruchnahme sowjetischer Militärhilfe durch Gamal Abdel Nasser war. Eine weitere bedeutende Aktion war der Angriff auf das jordanische Militärhauptquartier in Kalkilia im Oktober 1956.

### Die Sueskrise
In der Sueskrise spielte Scharons 202. Fallschirmjäger-Brigade eine entscheidende Rolle. Das 890. Fallschirmjäger-Bataillon sicherte nach einer Luftlandung den Ostausgang des strategisch wichtigen Mitla-Passes. Der Rest der Brigade unter Scharon kämpfte sich in zwei Tagen auf dem Landweg die 200 km durch feindliches Gebiet zum Pass vor.
Scharon bat mehrmals erfolglos darum, den Pass angreifen zu dürfen, erhielt aber nur Erlaubnis, ihn aufzuklären, um ihn, falls er unbesetzt sein sollte, später einzunehmen. In großzügiger Auslegung seiner Anweisungen schickte Scharon einen für reine Aufklärungszwecke sehr starken Spähtrupp, der in der Passmitte durch schweres Feuer gebunden wurde. Scharon schickte daraufhin auch den Rest seiner Brigade zur Unterstützung. In dem sich nun entwickelnden Gefecht konnten die Israelis den Pass erobern, wobei 38 israelische Soldaten fielen. Mehrere Jahre später gingen einige Teilnehmer der Schlacht an die Presse und warfen Scharon vor, er habe seine Aufklärer leichtfertig in Gefahr gebracht, um die Ägypter zu provozieren. Andere Veteranen der Aktion nahmen Scharon hingegen in Schutz.

### Zwischenkriegszeit
Der Mitla-Zwischenfall fand das Missfallen von Scharons Vorgesetzten und brachte seine militärische Karriere auf Jahre hinaus beinahe zum Stillstand. Er blieb Kommandeur der Fallschirmjäger, bis er im Herbst 1957 von Dajan für ein Jahr nach Großbritannien auf das Staff College Camberley geschickt wurde. Dort schrieb er eine analytische Arbeit mit dem Titel: Command Interference in Tactical Battlefield Decisions: British and German Approaches. Nach seiner Rückkehr wurde er Oberst und Kommandeur der Infanterie-Schule, eine Aufgabe, die ihm wegen ihrer Theorielastigkeit nicht zusagte. Später kam das Kommando einer Reserve-Infanteriebrigade hinzu. Scharon begann auch einen Panzer-Lehrgang und besuchte einen Abendkurs für Jura bei der Tel Aviver Abteilung der Hebräischen Universität (den Abschluss machte er schließlich 1966). Auf Druck von Ben Gurion ernannte ihn Tzur schließlich zum Kommandeur einer Reserve-Panzerbrigade, abermals eine inaktive Rolle, die ihm aber wegen seines Interesses für die strategische Bedeutung von Panzern eher zusagte. Erst als Ende 1963 Jitzchak Rabin zum Generalstabschef ernannt wurde, wurde Scharon wieder einbezogen und zum Kommandeur des Nordkommandos unter Avraham Joffe ernannt. 1966 wurde er schließlich von Rabin in den Rang eines Generalmajors (Aluf) befördert, zum Direktor des militärischen Trainings ernannt und Kommandeur einer Reserve-Division.

### Der Sechstagekrieg
Vor dem Sechstagekrieg machte sich Scharon zusammen mit Joffe und Matti Peled dafür stark, die ursprüngliche Taktik eines Stufenplans, der das schrittweise Meistern verschiedener Fronten und Konfliktherde vorsah, durch einen größer angelegten Präventivschlag an mehreren Fronten zu ersetzen. Scharon plante einen Angriff, der sowohl gleichzeitig und von Beginn an alle verfügbaren Kräfte ins Kampfgeschehen einbinden als auch die gesamte Sinaifront umfassen sollte. Nach der Ernennung Dajans zum Verteidigungsminister konnte sich diese Vorstellung durchsetzen. Im Krieg kommandierte Scharon die mächtigste Panzerdivision an der Sinaifront (die beiden anderen Divisionen waren die von Tal und Joffe), der der Durchbruch im Gebiet von Kusseima und Abu-Ageila gelang. Es war schließlich auch Scharon, der die 6. ägyptische Division vernichtend schlug. Rabin ernannte Scharon daraufhin zum Kommandeur des Sinai, wodurch er auch für die Versorgung der in der Wüste verstreuten ägyptischen Soldaten zuständig war.
Als Chef der militärischen Ausbildung begann er sofort nach dem Krieg, verschiedene Ausbildungszentren in das Westjordanland zu verlegen, um die Gebiete zu sichern. Am Ende hatte er beinahe alle ehemaligen jordanischen Militärlager und Kasernen besetzt, die an den wichtigen strategischen Punkten lagen. Er versuchte auch Dajan davon zu überzeugen, die Familien der Soldaten in der Nähe dieser Kasernen anzusiedeln, war jedoch zunächst nicht erfolgreich.
Im Jahr 1969 wurde er Chef des Südkommandos der israelischen Streitkräfte. Im Januar 1972 soll er Angaben des Scharon-Biographen David Landau zufolge die Vertreibung von 3.000 Beduinen in der Wüste des Sinais angeordnet haben, weil er auf dem Land der Beduinen eine Militärübung durchführen wollte. Die Menschen sollen ohne Vorbereitungszeit bei eisigen Temperaturen in drei Nächten zum Verlassen ihres Landes gezwungen worden sein. Während der Vertreibung kamen rund 40 Personen, vor allem Kinder, Babys und Alte, ums Leben. David Elazar ordnete nach der erfolgreichen Durchführung der Übung an, die Rückkehr der Beduinen auf ihr Land zu ermöglichen.
Zwischen Ariel Sharon und dem Milliardär  Meshulam Riklis bestand eine lebenslange Freundschaft. Meshulam Riklis half Ariel Sharon 1972 finanziell beim Kauf der Kadima Ranch (auch bekannt als Havat Shikmim), als Sharon Kommandeur des Südkommandos war. Später unterstützte Riklis Sharon auch in seinem Verleumdungsprozess gegen das amerikanische Magazin Time im Jahr 1983.

### Der Jom-Kippur-Krieg
Nach dem überraschenden Angriff Ägyptens und Syriens auf Israel zum Auftakt des Jom-Kippur-Krieges 1973 wurde Scharon zusammen mit anderen erfahrenen Offizieren aus dem militärischen Ruhestand zurückgerufen und mit der Führung der 143. Panzerdivision betraut. Wegen seines eigenmächtigen Führungsstils stand er jedoch im ständigen Konflikt zu seinen Vorgesetzten Generalmajor Shmuel Gonen und Generalleutnant Chaim Bar-Lev, sowohl während eines misslungenen Gegenangriffs am 8. Oktober als auch während der Operation Gazelle, also dem Übergang auf das Westufer des Suezkanals. Scharon gelang es zwar unter großen Verlusten, einen Brückenkopf zu errichten, den entscheidenden Durchbruch und die anschließende Einschließung der 3. Ägyptischen Armee erzwang jedoch die 162. Panzerdivision unter Generalmajor Avraham Adan, unterstützt durch eine weitere Panzerdivision.
Während dieser Operation hatte Scharon den Befehl erhalten, mit seiner Division vorrangig die Übergangsstelle zu sichern, ein Auftrag, dem er aber erst nachkam, als ihm Bar-Lev ein Verfahren wegen Befehlsverweigerung angedroht hatte. Scharons Angriffe auf Ismailia und auf die Missouri-Stellung am Ostufer des Kanals zur Absicherung des Korridors blieben erfolglos.
Dass Scharon dennoch als Lichtgestalt und angeblicher Sieger aus dem Jom-Kippur-Krieg hervorging, verdankte er dem zunehmend erstarkenden Likudblock, der ihm als politischen Hoffnungsträger half, eine Legende aufzubauen, die ihn als strahlenden Held aus dem Jom-Kippur-Krieg hervorgehen ließ. Während viele andere Politiker und Militärs nach dem Krieg im Kreuzfeuer der Kritik standen oder gar von der Agranat-Kommission gemaßregelt wurden, blieb Scharon trotz seiner taktischen Fehler hiervon verschont.

## Politischer Werdegang

### Minister
Vor den Knesset-Wahlen 1973 wurde unter maßgeblicher Beteiligung des gerade aus der Armee ausgeschiedenen Scharon aus dem Zusammenschluss des rechten Parteienbündnisses Gachal mit kleineren Rechtsparteien der Likud gebildet, um ein bürgerliches Gegengewicht zu dem von der Avoda angeführten Maarach-Block zu etablieren. Zuvor war Scharon der Liberalen Partei beigetreten, nachdem er als General nominelles Mitglied der Mapai bzw. der Awoda gewesen war.
Von 1973 bis 1974 und von 1977 bis 2006 war Scharon Abgeordneter der Knesset. In der Likud-Regierung von Menachem Begin amtierte Scharon zunächst als Landwirtschaftsminister (1977–1981), dann als Verteidigungsminister (1981–1983). Als Landwirtschaftsminister wurde er ab 1977 einer der wichtigsten Fürsprecher der Siedlerbewegung.

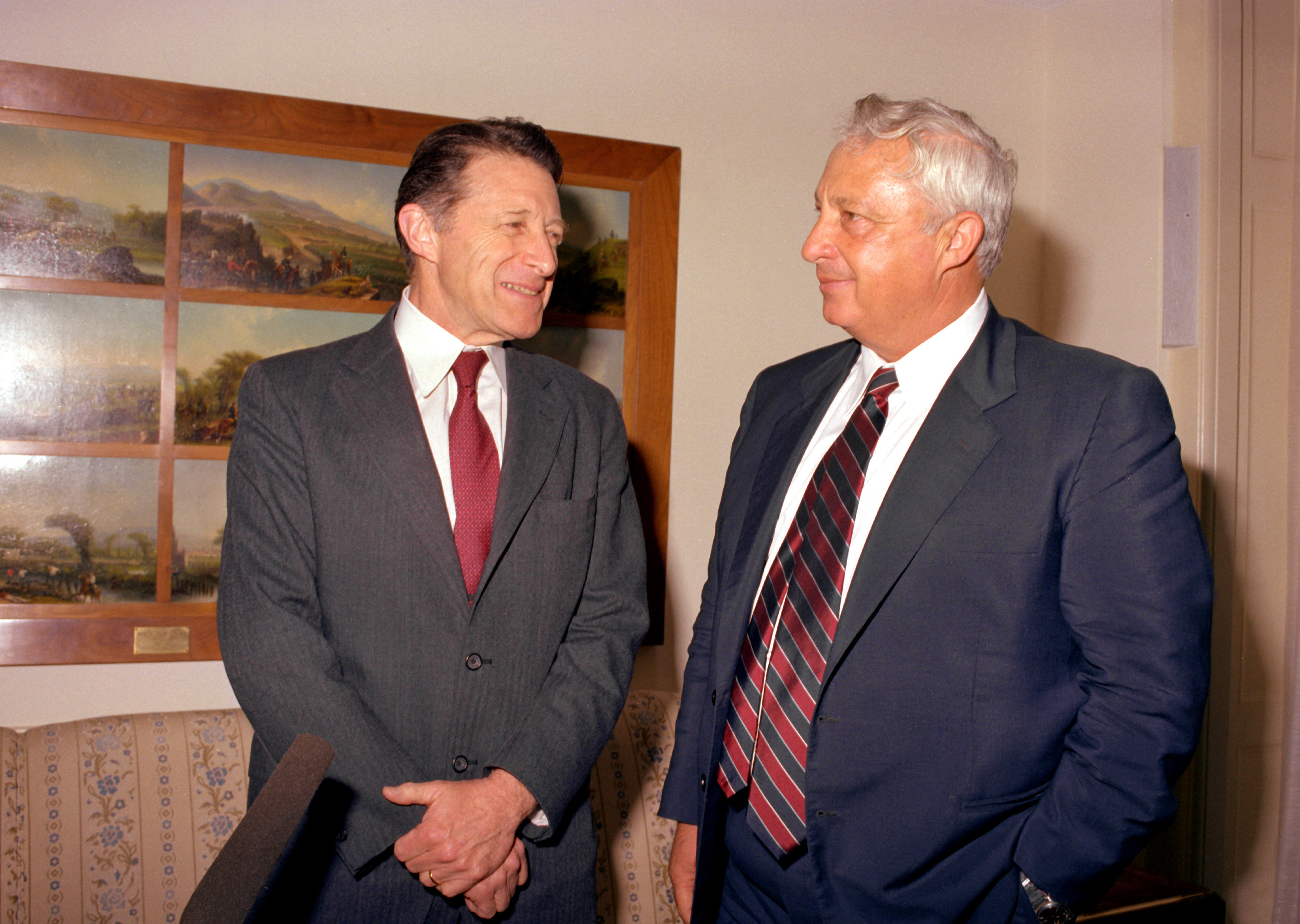
US-Verteidigungsminister Caspar Weinberger (links) trifft Verteidigungsminister Scharon in Israel, Mai 1982

Während einer israelischen Militärintervention im Süd-Libanon verübten im libanesischen Bürgerkrieg die mit Israel lose verbündeten libanesisch-christlichen Falange-Milizen 1982 in den palästinensischen Flüchtlingslagern Sabra und Schatila ein Massaker an Kämpfern und Zivilisten. Ein israelischer Untersuchungsausschuss, die Kahan-Kommission, gab 460 Opfer als gesichert an und ging aufgrund von Geheimdienstinformationen von 700 bis 800 zivilen und militärischen Opfern aus, während der Palästinensische Rote Halbmond von 2000 bis 3000 Opfern sprach. An Israels indirekter Beteiligung als militärische Besatzungsmacht, die nicht einschritt, entzündete sich nationale und vor allem internationale Empörung. Die Kommission warf Scharon, der durch den Journalisten Ron Ben-Yishai über das Massaker informiert gewesen war, zwar nicht Komplizenschaft, aber doch fahrlässige Unterlassung vor und befand ihn 1983 als politisch indirekt mitschuldig, was ihn als Verteidigungsminister zum Rücktritt zwang. Scharon klagte gerichtlich gegen das Time Magazine, das ihn als hauptverantwortlich bezeichnet hatte.
In den folgenden Kabinetten blieb Scharon zunächst Minister ohne Geschäftsbereich (1983–1984), von 1984 bis 1990 Minister für Handel und Industrie und Bauminister (1990–1992). In dieser Zeit entwickelte er weitreichende israelische Siedlungspläne im palästinensischen Westjordanland mit dem umstrittenen Siedlungsring um Ostjerusalem, zu dem auch Ma'ale Adumim gehört. Während der Ersten Intifada (1987–1993) kritisierte er die Generäle Dan Schomron und Amram Mitzna wegen ihrer seiner Meinung nach mangelnden Härte gegenüber den Palästinensern. 
Nach dem Regierungswechsel 1992, bei dem die Arbeitspartei unter Jitzchak Rabin den Likud ablöste, war Scharon Mitglied der Knesset. Dort gehörte er der außenpolitischen und der Verteidigungskommission an. Als schärfster innenpolitischer Gegner Rabins kritisierte Scharon Rabin wegen des Oslo-Friedensprozesses als Verräter. 1996, im Jahr nach der Ermordung Rabins, errang der Likud unter Benjamin Netanjahu einen neuen Wahlsieg; Scharon wurde Minister für die nationale Infrastruktur und förderte in dieser Funktion massiv den Ausbau der israelischen Siedlungen in den besetzten Palästinensergebieten. 1998 ernannte Netanjahu Scharon zum Außenminister. In diesem Amt fordert Scharon seine Landsleute auf, sich in den besetzten Gebieten „so viele Berggipfel wie möglich zu nehmen“.
1999 besiegte die Arbeitspartei unter Ehud Barak den Likud, dessen Vorsitzender Netanjahu in den Strudel einer Finanzaffäre geraten war. Netanjahu trat als Parteichef zurück und Scharon wurde am 27. Mai 1999 zunächst übergangsweise, am 2. September 1999 mit 53 % der abgegebenen Stimmen dann endgültig sein Nachfolger.
Am 28. September 2000 besuchte Scharon in Begleitung von rund 1000 Journalisten, Polizisten, Militärs und Politikern, den sowohl von Muslimen als auch von Juden und Christen als heilig deklarierten Tempelberg in Jerusalem, um zu verdeutlichen, dass der Tempelberg auch den Juden gehört. Er wollte damit auch deutlich machen, dass Israel die Kontrolle über ein vereinigtes Jerusalem an jedem Ort behalten müsse. Bei seinem Besuch, begleitet von zahlreichen bewaffneten Sicherheitskräften, sagte Scharon, er sei mit einer Friedensbotschaft gekommen: „Ich bin überzeugt, dass wir mit den Palästinensern zusammenleben können.“
Obwohl der Besuch mit der muslimischen Verwaltung des Tempelbergs abgestimmt war, kam es zu gewalttätigen Auseinandersetzungen; bei Demonstrationen im Anschluss wurde auch mit scharfer Munition auf Demonstranten geschossen und etliche verletzt und getötet. Der Tempelbergbesuch Scharons fällt zeitlich mit dem Beginn der Zweiten Intifada zusammen, welche nach arabischer Lesart durch diesen ausgelöst wurde, sich aber in jedem Fall schon seit längerer Zeit angekündigt hatte. Die Palästinenser bezeichnen die zweite Intifada auch als Al-Aqsa-Intifada, benannt nach der gleichnamigen Moschee auf dem Tempelberg. Es gab auch schon unmittelbar davor Anschläge und Pläne der bewaffneten Palästinenser-Gruppen für den bewaffneten Aufstand.

### Premierminister

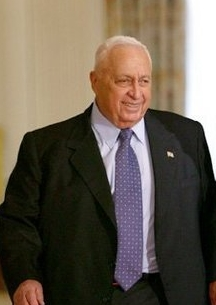
Ariel Scharon (2004)

Scharon gewann am 6. Februar 2001 die Wahl um das Ministerpräsidentenamt und wurde daraufhin am 7. März 2001 Israels Premierminister. Besonders populär war bei den Wählern sein Versprechen, dem Sicherheitsbedürfnis der israelischen Bevölkerung höchste Priorität einzuräumen und den Terror zu beenden. Dieses Versprechen konnte er allerdings während seiner Amtszeit nicht erfüllen. Scharon lehnte Jassir Arafat als Gesprächspartner auf palästinensischer Seite ab, warf ihm Urheberschaft am Terror vor, isolierte Arafat international und stellte ihn in der weitestgehend zerstörten Muqataa unter Hausarrest.
Bei der Wahl 2003 erreichte Scharon mit seiner Likud-Partei einen großen Wahlerfolg. In der zweiten Amtszeit von Scharons Regierung wurde mit der Errichtung einer 720 km langen Sperranlage teilweise inmitten der Palästinensergebiete begonnen, die über eine Distanz von 20 km mit Beton verstärkt und deren internationaler rechtlicher Status äußerst umstritten ist.
Am 23. März 2004 kündigte die Terrororganisation Hamas zum wiederholten Male und als Reaktion auf die gezielte Tötung ihres Führers Ahmad Yasins an, Scharon ermorden zu wollen. Nur wenige Tage nach der Tötung Yasins geriet Scharon erneut unter Druck. Abgeordnete der Schinui-Partei, die an der Regierung beteiligt waren, forderten Scharons Rücktritt. Am 28. März hatte die Generalstaatsanwältin Edna Arbel bekanntgegeben, dass sie gegen Scharon und seine Söhne Anklage wegen Korruption erheben wollte. Mitte Juni 2004 entschied der israelische Generalstaatsanwalt Menachem Masus nach monatelangen Ermittlungen, Regierungschef Scharon nicht anzuklagen. Da der Verdacht nicht zu erhärten war und somit eine Verurteilung unwahrscheinlich erschien, wurde das Verfahren eingestellt. Scharon hatte gleichzeitig mit Masus auch einen anderen Konflikt: Dieser hatte Scharon öffentlich getadelt, da Scharon in Bezug auf das Westjordanland und den Gazastreifen von den „besetzten Gebieten“ sprach – abweichend vom offiziellen israelischen Sprachgebrauch, der „umstrittene Gebiete“ verwendet. Scharon legte trotz des schwebenden Ermittlungsverfahrens keinen gesteigerten Wert auf ein entspanntes Verhältnis zum Chefankläger und bestand weiterhin auf seiner Wortwahl.
Im Dezember 2003 legte Scharon den als „Scharon-Plan“ bekannten einseitigen Abzugsplan aus dem Gazastreifen und Teilen des Westjordanlandes vor, wonach alle Siedlungen im Gazastreifen und vier im Westjordanland aufgelöst werden sollten. Trotz internationaler Kritik an der fehlenden Abstimmung mit den Palästinensern sahen viele diesen Plan als Schritt in die richtige Richtung und Abkehr von der bisherigen Siedlungspolitik Israels. Andere sahen darin nur die Einsicht, dass der militärische Aufwand, die Siedlungen in Gaza zu halten, auf Dauer nicht tragbar war. Der Plan kostete Scharon Sympathien bei der Siedlungsbewegung und der politischen Rechten Israels, brachte ihm aber Zustimmung im gemäßigten und linken Spektrum sowie bei internationalen Bündnispartnern. Um den Plan, der seiner früheren Politik widersprach, durchzusetzen, beendete er die Koalition mit Schinui und Schas und ging eine Große Koalition mit der Arbeitspartei ein. Innerparteilich hatte er einen Machtkampf mit den Gegnern des Plans unter Finanzminister Benjamin Netanjahu zu bestehen, der im August 2005 kurz vor Vollzug des Gaza-Abzugs von seinem Amt zurücktrat.
Am 21. November 2005 kündigte Scharon seinen Rücktritt als Premierminister und den Austritt aus dem Likud an. Nachdem der Widerstand im Likud gegen den Abzug gewachsen war, hatte er im selben Monat eine neue Partei mit dem Namen Kadima („Vorwärts“) gegründet, die bei den folgenden Neuwahlen ihre gute Chance nutzte.

## Erkrankung, Koma und Tod
Am 18. Dezember 2005 erlitt Scharon einen leichten Schlaganfall. Danach wurde ein offenbar angeborener Herzfehler entdeckt, der am 5. Januar 2006 operiert werden sollte. Am Vorabend der Operation wurden starke Hirnblutungen festgestellt, Scharon musste sich in den nächsten Tagen mehreren neurochirurgischen Operationen unterziehen. Die Regierungsgeschäfte wurden an den stellvertretenden Ministerpräsidenten Ehud Olmert übertragen. Bei Tests am 14. Januar wurden zwar Gehirnaktivitäten in beiden Hirnhälften gemessen, es gab jedoch keine Anzeichen für ein Erwachen aus dem Koma.
Es galt als sicher, dass Scharon sein Amt nicht mehr würde ausüben können. Dies brachte eine schwierige Situation für die israelische Politik mit sich, da insbesondere die in den letzten Jahren verfolgte Politik gegenüber den Palästinensern und die neue Partei Kadima eng mit der Person Scharons verbunden waren. In der israelischen Öffentlichkeit wurde Kritik an der medizinischen Versorgung Scharons laut; man hätte ihm demnach nicht gestatten sollen, ohne ärztliche Begleitung auf seine abgelegene Farm zurückzukehren. Ein Journalist der Zeitung Haaretz formulierte: „Israel hat nun zwei Ministerpräsidenten verloren, weil sie nicht ausreichend geschützt wurden: Rabin durch Gewalt und Scharon durch Krankheit.“
Am 11. Februar 2006 entschieden sich die Ärzte zu einer weiteren Notoperation, nachdem Untersuchungen Schäden am Verdauungstrakt des Politikers und Probleme bei der Blutversorgung der inneren Organe gezeigt hatten. Erklärungen der behandelnden Ärzte zufolge sei Scharons Zustand nach der Operation „kritisch, aber stabil“. Anfang April 2006 erfolgte ein weiterer chirurgischer Eingriff zur Schließung der Schädelöffnungen, die durch die vorherigen Operationen verursacht worden waren. Am 11. April 2006 beschloss das israelische Kabinett, Scharon für dauerhaft amtsunfähig zu erklären. Sein Nachfolger im Ministerpräsidentenamt wurde sein Stellvertreter Ehud Olmert.
Ariel Scharon wurde als Wachkoma-Patient auf die Rehabilitationsstation des Chaim Sheba Medical Center verlegt, einem Krankenhaus in Tel Hashomer, einem Stadtteil von Ramat Gan nahe Tel Aviv. Sein langjähriger Berater Dov Weisglass sagte am 21. April 2008 der Jerusalem Post, Scharons Zustand habe sich wenig verändert. Scharon atme ohne die Hilfe medizinischer Geräte und könne nach dem Urteil der Ärzte wahrscheinlich noch lange in diesem Zustand bleiben. Im November 2010 wurde Scharon versuchsweise für einige Tage auf seine Farm im Süden Israels verlegt.
Im Oktober 2010 wurde Scharons Zustand durch eine Installation des israelischen Künstlers Noam Braslavsky in der Kishon-Galerie in Tel-Aviv, die eine lebensechte Wachsfigur Scharons in einem Krankenbett zeigt, erneut in die Öffentlichkeit gerückt. Da die Installation an ein Beatmungsgerät angeschlossen ist, hebt und senkt sich der Brustkorb, wodurch die Szene noch realitätsgetreuer wirkt.

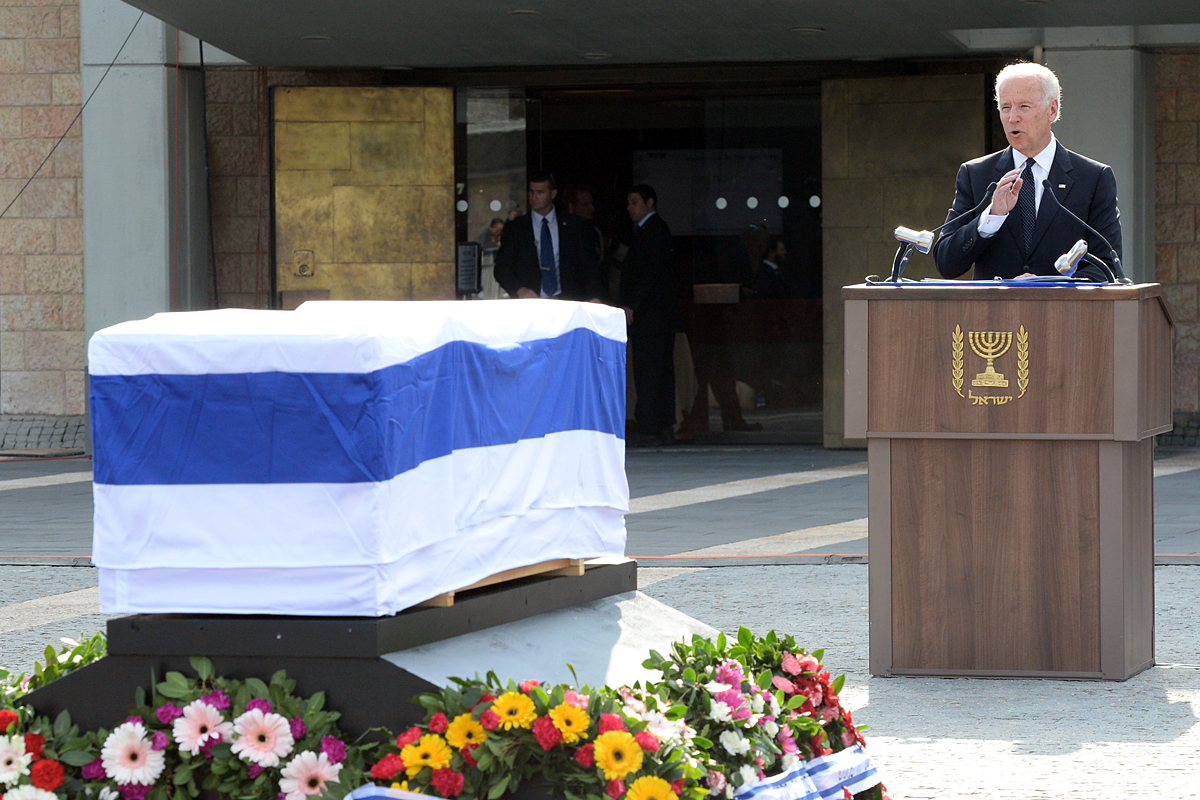
US-Vizepräsident Joe Biden beim Staatsbegräbnis für Ariel Scharon am 13. Januar 2014

Im Januar 2011 sagte sein persönlicher Arzt, Scharon reagiere auf Kneifen und öffne die Augen, wenn man ihn anspreche. Am 2. Januar 2014 wurde bekannt, dass mehrere innere Organe versagt hätten und Scharon in Lebensgefahr schwebe. Ariel Scharon verstarb schließlich im Alter von 85 Jahren am 11. Januar 2014 an multiplem Organversagen in jenem Krankenhaus bei Ramat Gan, in dem er seit 2006 behandelt wurde.
Scharon wurde in einem Staatsbegräbnis im Beisein von hochrangigen ausländischen Politikern wie US-Vizepräsident Joe Biden, dem ehemaligen britischen Premier Tony Blair, dem Ex-Ministerpräsidenten der Niederlande Wim Kok, dem russischen Außenminister Sergei Lawrow, Tschechiens Ministerpräsident Jiří Rusnok und Deutschlands Außenminister Frank-Walter Steinmeier beigesetzt. Er wurde am 13. Januar 2014 neben seiner zweiten Frau Lily auf der Familienfarm Havat Shikmim begraben, die im Norden der Wüste Negev nahe Sderot liegt.

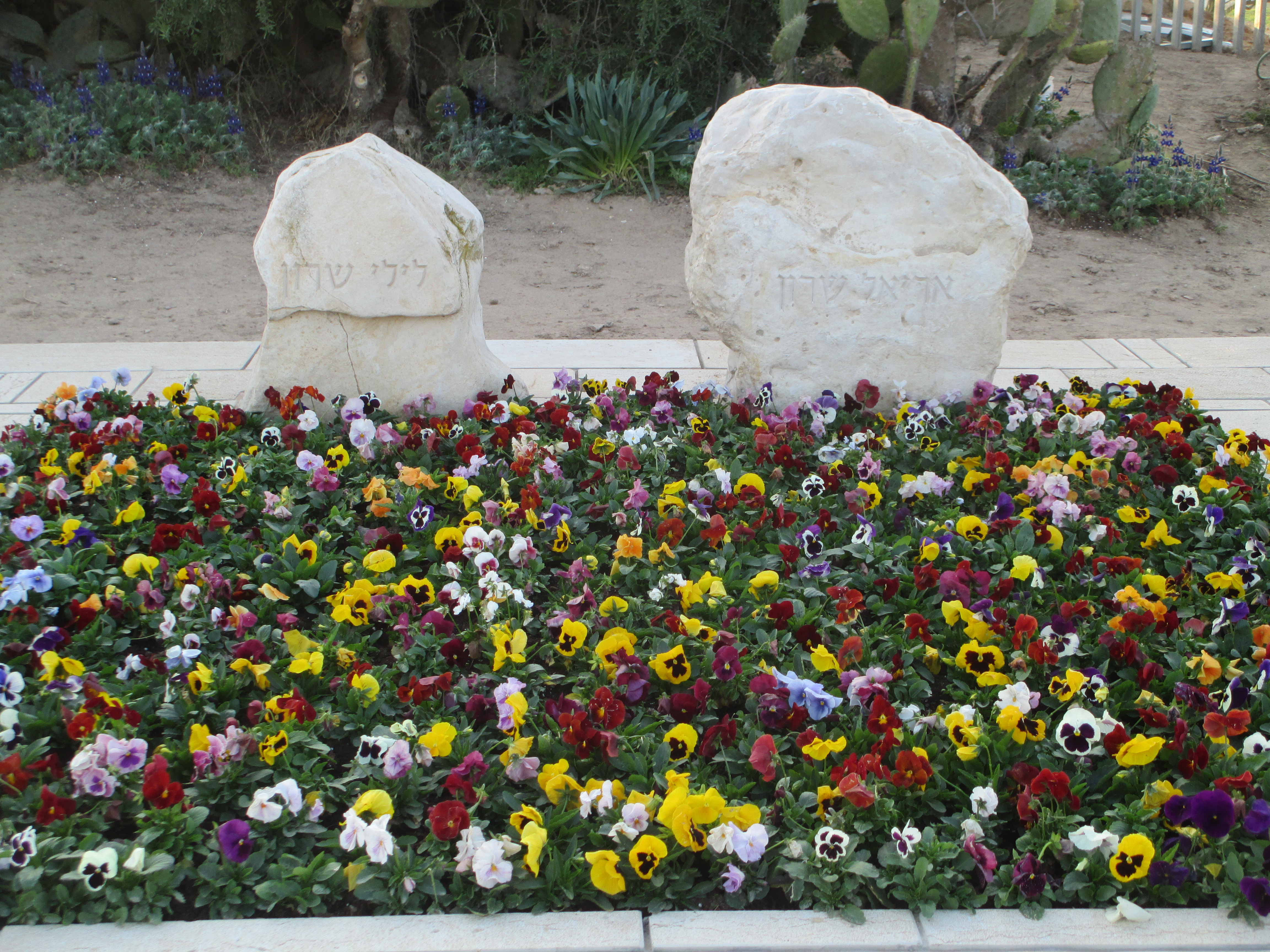
Die Gräber von Ariel und Lily Scharon

## Politische Bedeutung
Scharon war Parteivorsitzender des Likud und Gründer von dessen Abspaltung Kadima. Vor seiner Zeit als Regierungschef hatte er verschiedene Ministerposten inne. So war Scharon Landwirtschaftsminister, zweimal Verteidigungsminister sowie Außenminister. Nach seinem Schlaganfall Ende 2005 musste er im April 2006 als Ministerpräsident für amtsunfähig erklärt werden.
Der ehemalige General wirkte aufgrund seiner Biografie und seiner Politik stark polarisierend. Viele Israelis betrachten ihn als Helden, der ihr Land seit dem Unabhängigkeitskrieg stets in bedeutenden Positionen mitgeprägt hat. Weite Teile der arabischen und der internationalen Öffentlichkeit sehen in ihm jedoch vor allem den Mitverantwortlichen für das Massaker von Sabra und Schatila und den militärischen Hardliner. Andererseits setzte er 2005 die Aufgabe der israelischen Siedlungen im Gazastreifen durch. Viele Anhänger der israelischen Rechten, speziell der Siedlerbewegung, die lange Zeit ihren Vorkämpfer in ihm sahen, wurden infolge dieser Politik zu seinen Gegnern. Aus ihrer Sicht hat er sich als Ministerpräsident gegenüber den Palästinensern als zu kompromissbereit gezeigt.
Anlässlich seines Todes im Januar 2014 würdigten viele hochrangige Politiker Scharons Verdienste. US-Präsident Barack Obama bezeichnete ihn als jemanden, der dem Staat Israel sein Leben gewidmet habe. Auch Bundeskanzlerin Angela Merkel würdigte ihn als Patrioten mit großen Verdiensten um sein Land.

## Werke
- Ariel Scharon, David Chanoff: Warrior. An Autobiography. Simon & Schuster, New York 2001, ISBN 0-7432-2566-X.
- Ariel Sharon, Uri Dan: Entretiens intimes avec Uri Dan. Lafon, Neuilly-sur-Seine  2006, ISBN 2-7499-0459-5.

## Film
- Ariel Scharons letzter Kampf.  Dokumentarfilm, Frankreich, 2007, 93 Min., Regie: Michaël Prazan, Produktion: Arte, Erstausstrahlung: 21. Mai 2008 (Inhaltsangabe von arte).